# C (anime)
C: The Money of Soul and Possibility Control – serial anime wyprodukowany przez studio Tatsunoko Production, emitowany od kwietnia do czerwca 2011.

## Fabuła
Japonia zostaje uratowana przed bankructwem dzięki interwencji Niezależnego Funduszu Majątkowego, ale dla jej obywateli niewiele się zmienia – bezrobocie, przestępczość i samobójstwa wciąż są na porządku dziennym. Kimimaro, wychowywany przez ciotkę po śmierci matki i tajemniczym zaginięciu ojca, jest zwykłym studentem, którego jedynym marzeniem jest prowadzenie normalnego życia ze stabilnym dochodem. Pewnego dnia spotyka tajemniczego mężczyznę, który oferuje mu dużą sumę pieniędzy w zamian za zastawienie swojego „przyszłego życia”. Yoga przyjmuje ofertę i trafia do nieznanego mu miejsca – tzw. Dzielnicy Finansowej, gdzie musi brać udział w cotygodniowych turniejach (tzw. Dealach) wraz ze swoim Assetem, aby zachować swoje pieniądze i nie stracić swego „przyszłego życia”.

## Bohaterowie
- Kimimaro Yoga (jap. 余賀 公磨 Yoga Kimimaro)

Seiyū: Kōki Uchiyama 
- Mashu (jap. 真朱 Mashu)

Seiyū: Haruka Tomatsu 
- Soichiro Mikuni (jap. 三國 壮一郎 Mikuni Sōichirō)

Seiyū: Daisuke Hosomi 
- Q (jap. キュー Kyū)

Seiyū: Saori Gotō 
- Masakaki (jap. 真坂木)

Seiyū: Takahiro Sakurai 
- Jennifer Sato (jap. ジェニファー・サトウ Jenifā Satō)

Seiyū: Mayumi Asanoi 

## Produkcja i wydanie
Serial anime został wyprodukowany przez studio Tatsunoko Production i wyreżyserowany przez Kenjiego Nakamurę. Za scenariusz odpowiadał Noboru Takagi, projekty postaci wykonał Mebae, natomiast Takashi Hashimoto przystosował je do animacji. Yuuho Taniuchi zajął się oprawą artystyczną, a Keiichi Sato pełnił rolę projektanta koncepcyjnego. Produkcję nadzorował Kōji Yamamoto, współpracując z Makoto Kimurą, Daisuke Konaką i Takeshim Yodą. Hashimoto był także głównym reżyserem animacji, podczas gdy Hiroshi Itō sprawował pieczę nad kierunkiem artystycznym, a Yuzo Sato nad efektami CGI. Muzykę do anime skomponował Taku Iwasaki, a za reżyserię dźwięku odpowiadał Yukio Nagasaki. Seria była emitowana od 15 kwietnia do 24 czerwca 2011 w bloku programowym Noitamina stacji Fuji TV. Motywem otwierającym jest „Matryoshka” (jap. マトリョーシカ Matoryōshika) w wykonaniu Nico Touches the Walls, natomiast końcowym „RPG” autorstwa School Food Punishment.
W Polsce serial był emitowany na antenie Sci Fi od 29 sierpnia do 12 września 2020.